# Grgur Pakourianos Mlađi
Grgur Pakourianos (grč. Γρηγόριος Πακουριανός, Grēgorios Pakourianos) (oko 1080. — prije travnja 1105.) bio je bizantski plemić i provincijski guverner te unuk slavnog vojnog zapovjednika i domestikos tōn scholōna, Grgura Pakourianosa, koji se borio protiv Pečenega te je ubijen 1086. Oko 1100., Grgur Mlađi je oženio kćer (Ana?) Nikefora Komnena, najmlađega brata cara Aleksija I. Komnena (vladao 1081. – 1118.). Grgur je postao sebastos te guverner provincije blizu Ohrida — Drača ili Skopja.
Nadbiskup Teofilakt Ohridski pisao je Grguru. Teofilakt je također napisao pismo Adrijanu Komnenu, u kojem je pohvalio Grgura kao sposobnog guvernera, koji se posebno brinuo za slabe i nezaštićene. Supruga je Grguru rodila sina, Nikefora Pakourianosa.